# Saint-Nizier-sous-Charlieu
Saint-Nizier-sous-Charlieu település Franciaországban, Loire megyében. Lakosainak száma 1689 fő (2022. január 1.). Saint-Nizier-sous-Charlieu Saint-Bonnet-de-Cray, Fleury-la-Montagne, Briennon, Charlieu, Pouilly-sous-Charlieu és Saint-Pierre-la-Noaille községekkel határos.

## Népesség
A település népessége az elmúlt években az alábbi módon változott:
| Lakosok száma | 1056 | 1449 | 1579 | 1631 | 1685 | 1698 | 1702 | 1696 | 1695 | 1689 |
|               | 1968 | 1982 | 1990 | 2006 | 2013 | 2015 | 2017 | 2019 | 2020 | 2022 |